# Freie Inhalte

Logo der Definition of Free Cultural Works

Als freie Inhalte (englisch free content), auch Open Content genannt, bezeichnet man Inhalte, deren kostenlose Nutzung und Weiterverbreitung urheberrechtlich erlaubt ist. Dies kann nach Ablauf von gesetzlichen Schutzfristen zutreffen, so dass ursprünglich geschützte Werke als gemeinfrei gelten. Alternativ werden Inhalte als frei bezeichnet, wenn der Urheber oder der Inhaber der vollumfänglichen Nutzungsrechte ein Werk unter eine freie Lizenz gestellt hat.
Die Rechtsstrukturen freier Inhalte bilden damit eine Ergänzung zum gesetzlichen Schutz geistigen Eigentums. Auch freie Inhalte sind, sofern sie unter einer freien Lizenz stehen, urheberrechtlich geschützt. Die jeweilige Lizenz regelt die Bedingungen, die bei einer Nutzung einzuhalten sind.
Die Idee zur Schaffung freier Inhalte entstand analog zu der freien Software.

## Die Begriffe „freie Inhalte“ und „Open Content“
Der Begriff Open Content wurde von der von David A. Wiley gestarteten Open-Content-Initiative geprägt, die 1998 eine Open-Content-Lizenz und 1999 eine Open-Publication-Lizenz vorstellte.
Die Begriffe „freie Inhalte“ und „Open Content“ werden inzwischen vielfach gleichgesetzt. Es existieren unterschiedliche „Freiheitsgrade“, die vom Recht auf Namensnennung und Copyleft über die Erlaubnis zur Veränderung und/oder kommerziellen Nutzung bis hin zum Verzicht auf jegliche Nutzungsbedingungen reichen.
Andere wie etwa die Definition freier kultureller Werke und die Offen-Definition definieren „freie kulturelle Werke“ bzw. „offenes Wissen“ als Inhalte, die von jedermann verändert und kommerziell genutzt werden dürfen.

## Die Verwendung freier Inhalte
Auf folgenden Gebieten werden freie Inhalte genutzt:
- Medien, z. B. Texte, Bilder, Musik, Filme, Animationen und Modelle
- Software, siehe Open Source
- Technologie. Mittels Open Hardware und Open Source werden Privatpersonen in die Lage versetzt, selbst Produkte herzustellen oder zu erweitern.
- Datenbanken, siehe Open Data
- Wissenschaft und Lehre, siehe Open Access und Open Science
- Politik, siehe Open Government
- Lern- und Lehrmaterialien, Open Educational Resources
- Kunst

## Anbieter freier Inhalte
Zu den derzeit größten Archiven freier Inhalte zählt die Wikipedia mit ihren Schwesterprojekten. Andere bekannte Vertreter von Open Content sind das Internet Archive, Open Directory Project, LibriVox, Zeno.org, OpenStreetMap und freedb.
Flickr bietet umfangreiches Bildmaterial unter freien Creative-Commons-Lizenzen sowie eine Sammlung historischer, urheberrechtsfreier Bilder der US-amerikanischen Library of Congress an.
Die Bundeszentrale für politische Bildung veröffentlicht einige ihrer Publikationen unter einer freien Lizenz. Auch das Deutsche Zentrum für Luft- und Raumfahrt und die Europäische Südsternwarte stellen ihre Bilder und Filme frei lizenziert zur Verfügung.
Als „OpenBooks“ werden Bücher bezeichnet, deren Texte von jedermann kostenlos verwendet werden können. Hier kann es sich um Werke handeln, deren Urheberrecht abgelaufen ist, aber auch z. B. um aktuelle Bücher, besonders aus dem IT-Bereich, die frei angeboten werden.
Einen weiteren Bereich freier Inhalte stellen Onlinekurse (Open Educational Resources) dar sowie diverse Handbücher und Dokumentationen, die für freie Software erstellt wurden.
Darüber hinaus sind mit der Open-Access-Initiative im Wissenschaftssektor beachtliche Erfolge erzielt worden. Mittlerweile gibt es über 1168 wissenschaftliche Open-Content-Zeitschriften. Allerdings sind diese Inhalte oft entgegen den in der Berliner Erklärung genannten Prinzipien nur frei zugänglich, dürfen aber nicht weiterverbreitet oder verändert werden.

## Gemeinfreie Inhalte
Ältere Werke, bei denen die urheberrechtliche Schutzfrist abgelaufen ist, die also mittlerweile gemeinfrei sind, werden durch Digitalisierung in verschiedenen Projekten bereitgestellt. Das Project Gutenberg beispielsweise stellt solche Inhalte in elektronischer Form zur Verfügung.
Etliches gemeinfreies Material ist von amerikanischen Regierungsstellen vorhanden, da Werke ihrer Mitarbeiter keinem Copyright unterliegen.
In der Praxis wird die prinzipielle Gemeinfreiheit älterer Werke häufig aufgrund von Eigentumsrechten an der einzigen physischen Werksvorlage (etwa dem Original eines Bildes, das sich in einem Museum befindet) eingeschränkt, da der für eine Kopie notwendige Zugang zum Original verwehrt werden kann.

### Rechtliche und konzeptuelle Hintergründe
- Initiative Medienkompetenz, Landesregierung NRW: Im Blickpunkt: Open Content
- Definition „Freie kulturelle Werke“ gemäß freedomdefined.org (deutsche Übersetzung)
- Offen-Definition (deutsche Übersetzung)
- Lawrence Liang: A Guide To Open Content Licences (englisch)

### Ressourcen, Depots und Sammlungen

#### Freie Inhalte (deutschsprachige Seiten)
- Infobib.de: Sammlung von Anbietern freier Inhalte (Memento vom 8. September 2016 im Internet Archive) vom 7. Januar 2009
- Landesmedienzentrum Baden-Württemberg: Sammlung von Anbietern freier Inhalte
- Zentrale für Unterrichtsmedien im Internet: Sammlung Mediendatenbanken

#### Englischsprachige Ressourcen
- The William and Flora Hewlett Foundation
- M.I.T. Open Courseware (OCW)
- OLCOS – Open eLearning Content Observatory Services – Homepage
- WikiEducator